# Grand Hyatt Cannes Hôtel Martinez
Hôtel Martinez — п'ятизірковий готель на набережній Круазет у місті Канни на півдні Франції. 

## Історія
Відкритий 20 лютого 1929 року італійським аристократом іспанського походження Емануелем Мікеле Мартінезом під назвою «Hôtel Martinez». Під час другої світової війни в готелі у різний період розташовувались штаби французької армії, італійської армії, комісія з перемир'я, штаб німецької армії та штаб ВПС США. Готель проданий в 2012 році, ставши частиною мережі готелів Hyatt 9 квітня 2013 року і був перейменований на Grand Hyatt Cannes Hotel Martinez. 
Номер-пентхаус класу люкс вартістю $ 37500 за ніч, зайняв 4 місце з 15 найдорожчих готельних номерів світу у рейтингу CNN Go 2012 року.